# Saint-Pierre-Aigle

Saint-Pierre-Aigle este o comună în departamentul Ain, Franța. În 1 ianuarie 2022 avea o populație de 332 de locuitori.